# Xã Martiny, Michigan
Xã Martiny (tiếng Anh: Martiny Township) là một xã thuộc quận Mecosta, tiểu bang Michigan, Hoa Kỳ. Năm 2010, dân số của xã này là 1.625 người.